# Donauwörth-incident
Het Donauwörth-incident was een reeks gebeurtenissen die in 1606 en 1607 plaatsvonden in de rijksstad Donauwörth.
Het incident begon als een lokale strijd tussen katholieke en lutherse inwoners van de stad, maar leidde uiteindelijk tot de bezetting en annexatie van de rijksstad door de katholieke hertog van Beieren. Het incident versterkte de tegenstellingen tussen katholieken en protestanten in het Heilige Roomse Rijk en wordt tevens gezien als aanleiding voor de oprichting van confessionele allianties binnen het Rijk. Daarmee was het indirect ook een aanleiding voor het uitbreken van de Dertigjarige Oorlog.